# Etheostoma chlorosomum
Etheostoma chlorosomum és una espècie de peix pertanyent a la família dels pèrcids.
Es troba a Amèrica del Nord: la conca del riu Mississippí des del sud de Minnesota fins a Louisiana. També és present des de la badia de Mobile (Alabama) fins a la conca del riu San Antonio (Texas). Temps enrere també ocupava la conca del llac Michigan a Illinois.
Pot arribar a fer 6 cm de llargària màxima. És de color groc clar amb les aletes dorsal i caudal clapejades de marró. L'aleta anal té una espina i 7-9 radis tous. L'aleta dorsal té 8-10 espines i 10-11 radis tous. L'aleta caudal té 13-17 radis. La línia lateral incompleta.
És inofensiu per als humans.

## Ecologia
És un peix d'aigua dolça, bentopelàgic i de clima subtropical (44°N-29°N), el qual viu en llacs, pantans, rierols, aigües estancades i rius petits i mitjans de fons fangós (de vegades, també, de sorra).
Els adults mengen Hydropsychidae, Dytiscidae i larves de mosquit.
Les femelles, a l'abril o el maig i sempre que la temperatura sigui l'adequada, seleccionen els indrets on pondran els ous (entre 230 i 1.000), adherits al substrat i deixats sota la protecció del mascle. Les femelles generalment abandonen els ous a la recerca d'altres mascles per tornar a reproduir-se diverses vegades durant l'època de fresa.
És un peix petit i, per tant, una presa més que probable per a altres espècies més grosses de peixos. Durant la temporada no reproductiva és de color canyella clar amb taques marrons, la qual cosa li proporciona una certa protecció en camuflar-se contra el fons dels rierols i rius.